# Giorgio Simonelli
Pour les articles homonymes, voir Simonelli.
Giorgio Simonelli, né le 14 novembre 1901 à Rome dans la région du Latium et mort le 3 octobre 1966 dans la même ville, est un réalisateur, scénariste et monteur italien. Il a parfois utilisé les pseudonymes de Johnny Seemonel et Carlo de Lellis et compte quelques crédits sous le nom de Giorgio C. Simonelli.

## Biographie
Il débute comme critique de cinéma pour les magazines Gente nostra et Avvenimento. Il fait ses premiers pas au cinéma en assistant le réalisateur Nicola Fausto Neroni sur le film muet Maratona en 1929. Il est, l'année suivante, co-scénariste du premier film sonore italien, La canzone dell'amore de Gennaro Righelli réalisé d'après la nouvelle In silenzio de Luigi Pirandello.
Il tourne son premier film en 1934 intitulé Melodramma en collaboration avec le réalisateur Robert Land. Il dirige au cours de sa carrière plus d'une soixante de films, principalement des comédies à l'italienne réalisés entre les années 1940 et 1960. Il signe également une vingtaine de scénarios et a travaillé sur le montage de plusieurs films au début de sa carrière (notamment Mille Lires par mois de Max Neufeld, L'orologio a cucù de Camillo Mastrocinque ainsi que plusieurs films de Goffredo Alessandrini).
Il meurt à Rome à l'âge de 64 ans.

## Filmographie

### Comme réalisateur
- 1934 : Melodramma (it) avec Robert Land
- 1935 : Aurora sul mare (it)
- 1936 : Bertoldo, Bertoldino e Cacasenno (it), d'après le recueil de nouvelles du même titre
- 1940 : Amiamoci così (it)
- 1940 : L'imprevisto (it)
- 1941 : C'è un fantasma nel castello (it)
- 1941 : Con le donne non si scherza (it)
- 1941 : Les Deux Tigres (Le due tigri)
- 1941 : Un marito per il mese d'aprile (it)
- 1942 : La danza del fuoco (it)
- 1942 : Soltanto un bacio (it)
- 1943 : Due cuori fra le belve
- 1943 : Non mi muovo! (it)
- 1946 : Guerre à la guerre (Guerra alla guerra)
- 1947 : Dove sta Zazà? (it)
- 1948 : Harem nazi (Accidenti alla guerra!...)
- 1948 : Onze hommes et un ballon (it) (Undici uomini e un pallone)
- 1949 : 32º Giro d'Italia
- 1949 : Don Juan au studio (it) (Se fossi deputato)
- 1950 : Les Mousquetaires de la reine (Amori e veleni)
- 1950 : La bisarca (it)
- 1950 : Le Retour de Pancho Villa (Io sono il capataz)
- 1951 : Le Mousquetaire fantôme (La paura fa 90) avec Vittorio Metz
- 1951 : Auguri e figli maschi! (it)
- 1952 : Moi, Hamlet (it) (Io, Amleto)
- 1952 : Era lei che lo voleva! avec Marino Girolami
- 1953 : La Route du bonheur (Saluti e baci) avec Maurice Labro
- 1953 : Les Passionnés (Canzone appassionata)
- 1954 : Accadde al commissariato
- 1954 : Chanson d'amour (it) (Canzone d'amore)
- 1955 : Il campanile d'oro (it)
- 1955 : Io sono la primula rossa
- 1955 : La moglie è uguale per tutti (it)
- 1957 : Bambino (Guaglione)
- 1957 : Non cantare... baciami! (it)
- 1957 : Au Sud rien de nouveau (it) (A sud niente di nuovo)
- 1958 : Napoli sole mio! (it)
- 1958 : Marins, Femmes et Ennuis (it) (Marinai, donne e guai)
- 1958 : Fantasmi e ladri (it)
- 1958 : Perfide ma... belle (it)
- 1960 : Nous sommes deux évadés (Noi siamo due evasi)
- 1960 : Un dollaro di fifa
- 1960 : Ces sacrées Romaines (I baccanali di Tiberio)
- 1961 : Gerarchi si muore
- 1961 : Parlez moi d’amour (Che femmina!! e... che dollari!)
- 1961 : Les Trois Magnifiques (I magnifici tre)
- 1961 : Rocco e le sorelle
- 1960 : Robin des Bois et les Pirates (Robin Hood e i pirati)
- 1962 : Les Trois Ennemis (I tre nemici)
- 1962 : Les Dernières Aventures de Fra Diavolo (I tromboni di Fra Diavolo) avec Miguel Lluch
- 1963 : Ursus dans la terre de feu (Ursus nella terra di fuoco)
- 1963 : Deux Corniauds contre Cosa Nostra (I due mafiosi)
- 1963 : Deux Samouraïs et cent geishas (Due samurai per cento geishe)
- 1964 : Les Deux Toréadors (I due toreri)
- 1964 : Deux Corniauds au Far West (Due mafiosi nel Far West)
- 1965 : Les Deux Sergents du général Custer (I due sergenti del generale Custer)
- 1965 : Deux Mafiosi contre Goldginger (Due mafiosi contro Goldginger)
- 1966 : Les Deux Sans-culottes (I due sanculotti)
- 1966 : Les Deux Filleuls du parrain (Due mafiosi contro Al Capone)
- 1966 : Les Deux Fils de Ringo (I due figli di Ringo), coréalisé avec Giuliano Carnimeo

### Comme scénariste
- 1929 : Maratona de Nicola Fausto Neroni
- 1930 : La canzone dell'amore de Gennaro Righelli
- 1936 : Bertoldo, Bertoldino e Cacasenno
- 1941 : C'è un fantasma nel castello
- 1947 : Dove sta Zazà? (it)
- 1948 : Onze hommes et un ballon (it) (Undici uomini e un pallone)
- 1949 : Don Juan au studio (it) (Se fossi deputato)
- 1954 : Chanson d'amour (it) (Canzone d'amore)
- 1955 : Il campanile d'oro
- 1955 : Io sono la primula rossa
- 1958 : Perfide... ma belle!
- 1959 : Quanto sei bella Roma de Marino Girolami
- 1960 : Fontana di Trevi de Carlo Campogalliani
- 1962 : Espionnage à Hong Kong (Heißer Hafen Hongkong) de Jürgen Roland
- 1962 : La Légende de la panthère noire (de) (Der schwarze Panther von Ratana) de Jürgen Roland
- 1963 : Le Manoir maudit (Metempsyco) d'Antonio Boccaci
- 1964 : Deux Corniauds au Far West (Due mafiosi nel Far West)
- 1965 : Les Deux Sergents du général Custer (I due sergenti del generale Custer)
- 1966 : Dick Smart 2.007 (it) de Francesco Prosperi
- 1966 : Les Deux Sans-culottes (I due sanculotti)
- 1966 : Duel au couteau (I coltelli del vendicatore) de Mario Bava

### Comme monteur
- 1932 : La Wally de Guido Brignone
- 1932 : Paradiso de Guido Brignone
- 1934 : Teresa Confalonieri de Guido Brignone
- 1934 : Seconda B de Goffredo Alessandrini
- 1935 : Freccia d'oro de Piero Ballerini et Corrado D'Errico
- 1935 : Don Bosco de Goffredo Alessandrini
- 1936 : La Cavalerie héroïque (Cavalleria) de Goffredo Alessandrini
- 1936 : Bertoldo, Bertoldino e Cacasenno
- 1937 : Regina della Scala de Camillo Mastrocinque et Guido Salvini
- 1937 : À l'assaut du ciel (L'armata azzurra) de Gennaro Righelli
- 1938 : Solo per te de Carmine Gallone
- 1938 : L'orologio a cucù de Camillo Mastrocinque
- 1938 : Lotte nell'ombra de Domenico Gambino
- 1938 : Luciano Serra, pilote (Luciano Serra, pilota) de Goffredo Alessandrini
- 1939 : L'Apôtre du désert (Abuna Messias) de Goffredo Alessandrini
- 1939 : Mille Lires par mois (Mille lire al messe) de Max Neufeld
- 1939 : La Vedova de Goffredo Alessandrini
- 1939 : Terra di nessuno de Mario Baffico
- 1939 : Ho visto brillare le stelle de Enrico Guazzoni
- 1940 : Les Surprises du wagon-lit (Le sorprese del vagone letto) de Gian Paolo Rosmino
- 1940 : L'Ebbrezza del cielo de Giorgio Ferroni
- 1940 : Amiamoci così
- 1941 : Un marito per il mese di aprile
- 1941 : C'è un fantasma nel castello
- 1941 : Con le donne non si scherza
- 1943 : Due cuori fra le belve